# Lịch sử Chế độ Giáo hoàng
Lịch sử của chế độ Giáo hoàng là một lịch sử lâu dài kéo dài trong suốt 2000 năm với rất nhiều sự kiện và biến động. Giáo hội Công giáo nhìn nhận Giáo hoàng như là người kế vị của thánh tông đồ Phêrô, người đã được Đức Giêsu đặt làm người "trông coi" và là "tảng đá" của Giáo Hội.Trong thời kỳ đầu của kỷ nguyên Kitô giáo, Rôma và một số thành phố khác đã có những kiến nghị về vị trí đứng đầu trong toàn thế giới Kitô giáo. Giáo Hội của Thánh Giacôbê, người vẫn được biết đến là "anh em của Chúa", và tòa Jesusalem được tôn vinh là "Giáo Hội Mẹ" ("Mother Church") trong truyền thống Đông phương. Alexandria đã được coi là trung tâm của người Do thái và nay là trung tâm học thức của đạo Kitô. Rôma đã là một giáo đoàn lớn ngay từ thời các thánh tông đồ và Tông Đồ Phaolô đã chịu tử vì đạo tại đây. Chúng ta có thể tìm hiểu qua các giai đoạn chính sau đây.

## Thời kỳ sơ khai của Kitô giáo (khoảng năm 30-325)

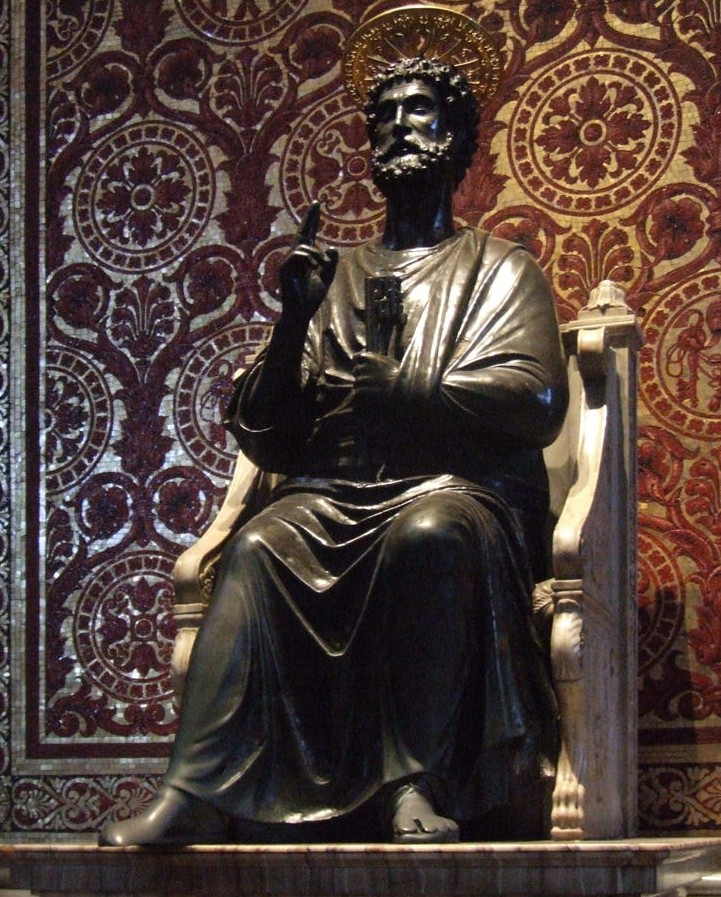
Tượng thánh Phêrô - người được Giáo hội Công giáo xem như vị giáo hoàng đầu tiên. Bức tượng này được đặt tại Vương cung thánh đường thánh Phêrô ở Vatican bởi Giáo hoàng Pius IX

Trong suốt những thế kỷ đầu tiên của đạo Kitô giáo (khoảng 30-130), Rôma đã trở thành một trung tâm Kitô giáo có vai trò rất quan trọng; tuy nhiên có rất ít tài liệu trong thời gian này chứng minh về vai trò lãnh đạo của tòa Rôma. Bằng chứng sớm nhất mà chúng ta có là một bức thư của Clêmentê, người được xem là môn đệ của các Tông đồ và là vị Giám mục Rôma thứ tư sau Phêrô, Linô và Anaclêtô. Trong thư "gửi tín hữu Côrintô" viết năm 95 hoặc 96, ông bảo họ nhận lại các Giám mục mà phe cánh của họ đã trục xuất. Ông nói: "Nếu người nào bất tuân lời do Thiên Chúa nói qua ta, thì hãy cho họ hiểu rằng họ sẽ bị tội và nguy hiểm không phải là nhẹ" (Ep.59). Ngoài ra, ông bảo họ "phải vâng theo những điều đã được ta viết qua Chúa Thánh Thần". Như vậy, ngay từ những buổi sơ khai, một Giám mục Rôma đã can thiệp vào những công việc của một Giáo hội khác và đòi hỏi giải quyết vấn đề bằng một quyết định được linh ứng bởi Chúa Thánh Thần. Lightfoot đã coi đó là "bước đầu tiên hướng đến sự thống trị của Giáo hoàng" (Clêmentê 1,70).
Sang thế kỷ thứ hai, đã có thêm những bằng chứng chứng minh thẩm quyền của Rôma trên các Giáo Hội khác. Vào khoảng năm 107, thánh Inhaxiô Antiôkia, trong đoạn mở đầu thư gửi cho Giáo hội Rôma, đã đề cập đến quyền đứng đầu trên tất cả các Giáo Hội khác. Ngài gọi là "đứng đầu trên nhóm huynh đệ tình yêu" (prokathemene tesagapes)". Như chú giải của Funk, về mặt ngữ pháp, thuật ngữ này không hợp với phiên dịch của một số tác giả không Công giáo khi họ dịch là: "Ưu việt trong những việc làm tình yêu". Ngoài ra còn có Pôlycarpô và Clêmentê thành Alexacdria. Tuy nhiên tất cả các tác giả mà chúng ta có được tác phẩm điều là những nhà hộ giáo chống lại những người Do thái giáo hoặc những người ngoại đạo. Trong những công trình có đặc điểm như thế thì không có lý do gì để quy chiếu một sự việc như chức Giám mục Rôma của Phêrô.
Cũng vào thế kỷ ấy, chúng ta có một bằng chứng của thánh Irênê Giám mục của Lyon, một người có quan hệ gần nhất với thời đại của các Tông đồ, vì ngài là môn đệ của thánh Pôlycarpô, người mà Thánh Gioan đã bổ nhiệm làm Giám mục Smyrna. Irênê đã cung cấp cho chúng ta một lý lẽ vững chắc. Ngài đã chống lại các phải Ngộ đạo bằng cách đưa ra lý lẽ rằng giáo lý của họ không hề dựa trên truyền thống Tông đồ vốn được bảo tồn trung thực bởi các giáo hội; truyền thống này đã xác định được sự kế vị của các Giám mục sau nhóm mười hai. Trong cuốn Adversus Heresies (Chống lại các lạc giáo) (3.3.2), ngài viết: "Bởi vì trong một tập sách như thế này, thì quả là quá dài nếu liệt kê những sự kế vị của tất cả các giáo hội, nên chúng ta chỉ đề cập đến truyền thống rất lớn, rất xưa của Giáo hội được mọi người biết đến mà thôi; đó là Giáo hội đã được xây dựng là thiết lập bởi hai thánh Tông đồ Phêrô và Phao lô. Tôi nói chúng ta đề cập đến truyền thống mà Giáo hội này đã có từ các Tông đồ và niềm tin mà Giáo hội đã công bố cho nhân loại đến tận thời đại chúng ta qua sự kế vị của các Giám mục, và như vậy chúng làm cho tất cả những người tập hợp trong những nhóm trái phép phải xấu hổ. Vì với Giáo hội này, do thẩm quyền cao hơn của nó, mọi Giáo hội đều phải đồng ý – có nghĩa là tín hữu khắp mọi nơi – trong sự hiệp thông với Giáo hội mà truyền thống của các tông đồ đã luôn luôn được mọi người ở khắp mọi nơi gìn giữ (Ad hanc enim ecclesiam propter potentiorem principalitatem necesse est omnem convenire ecclesiam, hoc est eosqui sunt undique fideles, in qua simper ab his qui sunt undique, conservata est ea quâ est apostolis traditio).
Sau đó, ngài tiến hành liệt kê những vị kế vị ở Rô-ma từ Linô đến Êlêutêriô, vị thứ mười hai sau các tông đồ; là người đã giữ tòa Giám mục lúc đó. Trong hai đoạn văn (Adv. Haer – Chống lại lạc giáo – 1:27;1 à 3:4:3) ngài nói đến Hyginô như là Giám mục thứ chín của Rô-ma, khi dùng một bản liệt kê bao gồm Phê-rô như là Giám mục thứ nhất. Lightfoot chắc chắn đã giả định rằng đã có một sự nghi ngờ nào đó đối với sự chính xác trong việc đọc đoạn đầu của đoạn văn này. Trong 3:4:3, bản dịch tiếng Latinh quả có từ "octaus" (thứ tám), nhưng bản văn Hy Lạp, do Êusêbiô chưng dẫn, lại đọc là enatos. Chúng ta biết rằng Irênê đã đến thăm Rô-ma vào năm 177. Vào thời điểm này, vừa mới hơn một thế kỷ sau khi Phê-rô qua đời, có thể ngài đã tiếp xúc với những người mà chính cha ông của họ đã từng nói chuyện với vị tông đồ này.
Lightfoot (Clêmentê I:64) cho rằng việc đó có nguồn gốc từ tiểu thuyết Clêmentê. Tuy nhiên ngày nay người ta công nhận rằng công trình này không thuộc về thế kỷ II mà là thế kỷ IV. Lại không có cơ sở nào để xác nhận rằng cách nói của Irênê, 3:3:3, ngụ ý Phê-rô và Phao lô cùng chia sẻ một chức Giám mục ở Rô-ma. Cuốn 265 Đức Giáo hoàng viết: "thực ra ngài có ý muốn nói về việc hai vị tông đồ cùng nhau truyền chức cho Li nô. Nhưng từ ngữ được giải thích cùng với lý lẽ của ngài chỉ nhằm mục đích bảo vệ, chống lại những người ngộ đạo, tính hợp thức của giáo lý được giảng dạy trong Giáo hội Rô-ma. Vì thế tự nhiên ngài đi đến chỗ nhấn mạnh sự kiện Giáo hội đã thừa hưởng sự giảng dạy của hai vị Tông đồ cả. Êphianô hình như muốn nói đến chức Giám mục được phân chia; nhưng có lẽ ngài đã hiểu sai những lời lẽ của Irênê". Không một tác giả nặng ký nào phủ nhận việc Phê-rô đã đến Rô-ma và đã chịu tử đạo ở đó (Harnack, "Chronol" I,244 n,2). Tuy nhiên một vài người trong số những người chấp nhận rằng ngài đã giảng dạy và đã chịu đau khổ tại Rô-ma, lại phủ nhận việc ngài đã luôn là Giám mục của thành phố (Lightfoot, "Clêmentê thành Rôma", II.501; Harnack, I,703).
Một số tác giả không công giáo đã tìm cách loại bỏ tầm quan trọng của đoạn văn bằng cách dịch từ convenire là "thường xuyên lui tới" và như vậy có nghĩa là các tín hữu từ mọi phía (undique) thường xuyên lui tới Rô-ma, như thế có nghĩa là dòng Giáo lý trong Giáo hội đó đã được giữ đúng đắn. Tuy nhiên cần lưu ý rằng: Giáo lý Rô-ma là tinh tuyền bởi vì nó xuất phát từ hai vị Tông đồ Phê-rô và Phao-lô. Sự thường xuyên lui tới của các thành viên của các Giáo hội khác có thể không góp phần gì cho việc này. Mặt khác mạch văn đã chứng minh phiên dịch "truyền thống là đúng, và dù cho mục đích của vô số những cuộc tấn công là gì đi nữa, thì vẫn không có gì có khả năng thực sự thay thế nó (x. Dom J. Chapman trong "Revue Bénédictine", 1895, trg 48).
Ngay từ rất sớm, các Giáo hoàng đã can thiệp và giải quyết sự tranh chấp giữa các học thuyết Ky-tô giáo. Trong nhiệm kỳ Giám mục của Giáo hoàng Victor (189-198), chúng ta có một bằng chứng về quyền tối thượng của Tòa Giám mục Rô-ma đối với các Giáo hội khác. Một khác biệt về việc cử hành lễ phục sinh giữa các giáo hội Tiểu Á và phần còn lại của thế giới Kitô giáo đã đưa Giám mục Rô-ma đến chỗ hành động. Vào năm 195, Giáo hoàng Victor I đã dọa dứt phép thông công giáo phái Quarto (Quarto decimans) khi họ mừng lễ Phục sinh vào ngày 14 tháng Nisan, ngày vượt qua của người Do thái. Trong khi đó Giáo hoàng khẳng định, ngày lễ Phục sinh phải được tổ chức vào ngày Chủ nhật, một truyền thống chiếm ưu thế. Victor đã truyền cho các Giáo hội Á châu phải thích nghi với phần còn lại của Giáo hội, nhưng ngài đã vấp phải sự phản kháng quyết liệt của Pôlycrat thành Êphêsô là người tuyền bố rằng truyền thống của họ được truyền dạy bởi Thánh Gioan thành Evangelist. Thánh Irênê đã can thiệp vào và khuyên Victor không nên cắt đứt toàn bộ các Giáo hội vì một điểm không thuộc nội dung đức tin. Ngài cho rằng Giáo hoàng có thể thực thi quyền lực, nhưng khuyên không nên làm như thế.
Ít năm sau đó, một bản văn bằng chứng có từ thời kỳ này, được đưa ra ánh sáng ở Tiểu Á. Bản văn khắc trên bia mộ của Aberciô, Giám mục Hiêrapôlis (khoảng năm 200) ghi lại những cuộc du hành của ngài; diễn tả bằng ngôn ngữ phúng dụ. Ngài nói đến Giáo hội Rô-ma như thế này: "Đến Rô-ma, Người (Đức Ki tô) phái tôi đi chiêm ngưỡng vẻ uy nghi và viếng một hoàng hậu mặc áo bằng vàng và mang dép bằng vàng". Các học giả cho rằng điều này cho thấy địa vị tối cao của Tòa Giám mục Rô-ma.
Tiếp sau đó, vào khoảng năm 220 nổ ra cuộc bút chiến Tertullianô, "De Pudicitia" (Về sự liêm sỉ). Nó nổ ra do việc thực thi đặc quyền của Giáo hoàng. Giáo hoàng Callistô quyết định rằng biện pháp kỷ luật nghiêm khắc mà lúc đó đã phổ biến trong nhiều Giáo hội phải được triển khai trên bình diện rộng. Tertullianô, lúc ấy đã sa ngã vào lạc giáo, phản ứng dữ dội đối với sắc chỉ "kiên quyết" mà "vị Giám mục tối cao, Giám mục của các Giám mục đã đưa ra". Lời lẽ có chủ ý châm chọc nhưng chúng ta lại càng thấy rõ thẩm quyền của Rô-ma. Và sự chống đối xảy ra không phải từ một Giám mục Công giáo mà từ một người theo lạc giáo Montan. Tertullianô (De pud.21) đề cập đến yêu sách của Callistô là quyền tha tội đã đến với ngài một cách đặc biệt. Việc Giáo hội chỉ đơn thuần được xây dựng bởi Phê-rô mà không xem ngài là Giám mục đầu tiên có thể không có cơ sở trong một tranh luận như thế. Tertullianô, cũng như Firmilianô, có mọi động cơ để phủ nhận lời xác nhận.Hơn nữa chính ngài đã trú ngụ tại Rô-ma và đã biết rõ có phải ý tưởng về về chức Giám mục Rô-ma của Phêrô đã là, như những người đối lập tranh cãi, một điều mới mẻ bắt đầu có từ những năm đầu tiên của thế kỷ III, thay thế truyền thống xưa mà theo đó Phê-rô và Phao- lô đã là những người đồng xây dựng và Li nô là vị Giám mục đầu tiên không. Hippôlytô.
Khoảng cùng thời kỳ đó, Hippôlytô. (vì Lightfoot chắc chắn có lý khi xem ngài là tác giả phần thứ nhất của "bản danh sách Libêriô" – "Clêmentê thành Rôma", 1:259) kể Phê-rô vào trong danh sách các Giám mục Rô-ma.Hơn nữa chúng ta có một bài thơ, "Adversus Marcionem"(Chống lại Marciô, hình như được viết vào thời kỳ này, trong đó người ta nói Phê-rô đã chuyển qua cho Linô "chiếc ghế mà chính ngài đã ngồi" (Pl. II, 1077). Firmilianô Cêsarêa lưu ý rằng Stêphanô quyết định mở ra cuộc tranh cãi liên quan đến sự rửa tội lại với lý do ngài đang là người kế vị.
Vào giữa thế kỷ thứ ba (khoảng năm 258), các quan điểm của Cyprianô liên quan đến thẩm quyền Giáo hoàng rõ ràng đã gây ra nhiều tranh luận. Ngài đã tán thành những quan điểm về sự độc lập của các Giám mục riêng lẻ, điều này cuối cùng đã đưa ngài đến chỗ xung đột nặng với Rô-ma. Tuy nhiên trên nguyên tắc cơ bản, ngài đã quy cho Giáo haongf một quyền tối thượng hữu hiệu với tư cách là người kế vị của Phê-rô. Ngài đã gọi Rôma là Tòa giảng thánh Phêrô, khi nói rằng Cornêliô đã kế thừa "vị trí của Fabianô là vị trí của Phê-rô" (Ep. 55:8;X. 59:14). Ngài làm cho sự hiệp thông với Tòa Rô-ma trở thành chủ yếu đối với sự hiệp thông Công giáo, nói về nó như là "Giáo hội chính mà từ đó xuất phát tính duy nhất Giám mục" (ad Petri cathedram et ad ecclesiam principalem unde unitas sacerdotalis exorta est: đến tòa Phê-rô và đến Giáo hội chính, nơi mà từ đó xuất phát tính duy nhất tư tế).
Cyprianô đã khẳng định rằng tính duy nhất của Giáo hội đã được Đức Kitô thiết lập khi Người xây dựng Giáo hội của Người trên Phêrô. Bằng hành vi này, tính duy nhất của Tông đồ đoàn được bảo đảm xuyên qua tính duy nhất của sự xây dựng. Các Giám mục xuyên qua các thời kỳ hợp thánh một đoàn giống như thế và được kết chặt trọng một tính duy nhất như thể không phân chia ra được. Tòa Phêrô là nguồn gốc của tính duy nhất này. Nó hoàn toàn thành chức vụ thực sự như là nguyên lý hợp nhất mà Phêrô đã hoàn thành trong cuộc đời của ngài. Do đó hiệp thông với một phản Giáo hoàng như Noovatianô là ly giáo (Ep. 68:1). Ngài cũng tin rằng Giáo hoàng có thẩm quyền cách chức một Giám mục lạc giáo. Khi Marcianô thành Arles rơi vào lạc giáo, Cyprianô, theo yêu cầu của các Giám mục trong tỉnh đã gửi thư thúc đẩy Giáo hoàng Stêphanô "gửi thư ra vạ tuyệt thông Marcianô và cho một người khác có khả năng thay thế chỗ ông này" (Ep. 61:3).
Đồng thời với Cyprianô là thánh Điônysiô thành Alexandria. Êusêbiô (Lịch sử Giáo hội 7:9) cho chúng ta một bức thư gửi cho thánh Xystô liên quan đến một người hình như đã được rửa tội vô hiệu bởi những người lạc giáo, nhưng là người mà nhiều năm này đã lãnh nhận các bí tích của Giáo hội. Trong thư ông nói rằng ông cần ý kiến của thánh Xystô và xin quyết định (gnomen) của ngài để ông khỏi bị sai lầm (dedios me hara sphallomai). Vài năm sau, cũng vị thượng vụ đó lại gây ra sự lo lắng cho vài người trong các anh em đồng đạo khi dùng những thuật ngữ hầu như không hợp với niềm tin đầy đủ vào Thần tính của Đức Ki-tô. Họ vội vã cầu đến Tòa thánh và tố cáo ngài với vị trùng tên với ngài, thánh Điônysiô thành Rô-ma về những khuynh hướng lạc giáo của ngài. Giáo hoàng trả lời bằng cách lấy quyền đặt ra giáo lý thật về vấn đề này. Cả hai việc này đã chỉ cho chúng ta thấy Rô-ma được thừa nhật bởi tòa Giám mục thứ hai trong cộng đoàn Ki tô giáo như thể đã được trao quyền nói một cách có thẩm quyền về những vấn đề giáo lý (Athanasiô, "De sententia Dionysii"-Về ý kiến của Điônysiô-trong PG.,XXV,500).
Hành động của hoàng đế Aurêlianô vào năm 270 cũng đáng chú ý. Một thượng hội đồng các Giám mục đã lên án Phaolô Samôsata, thượng phụ Alexandria với lời buộc tội lạc giáo và đã bầu Đômnô làm Giám mục thay thế. Phaolô từ chối rút lui và gửi đơn chống án lên quyền lực dân sự. Hoàng đế phán quyết ông là người đã được các Giám mục Ý và Giám mục Rô-ma công nhận nên được công nhận và là người hợp pháp giữ Tòa Giám mục.

## Từ công đồng Nicea cho tới cuộc ly giáo Đông-Tây (325-1054)
Từ đầu thế kỷ IV, quyền tối thượng của Rô-ma đã được chứng minh đầy đủ hơn trong các tài liệu. Trong suốt bảy thế kỷ, kể từ sự thống nhất các giáo hội tại công đồng Nicea bởi hoàng đế Constantine cho tới cuộc ly giáo thành Giáo hội Đông Hy Lạp và giáo hội Tây La mã. Các Giáo hoàng ngày càng trở nên độc lập với các hoàng đế ở phía đông và trở thành một lực lượng chính trị quan trọng ở phía Tây.
Với việc hoàng đế Constantine chuyển thành đạo Kitô và việc triệu tập công đồng chung Nicea, sự thống nhất của Kitô giáo và chức giáo hoàng của Roma đã được thiết lập. Sau khi thủ đô của đế chế được chuyển đến Constantinople vào năm 330 thuộc về các giáo hội phương Đông, vì thế giáo chủ của Constantinople đã bắt đầu khẳng định quyền lãnh đạo của mình dựa trên vị trí của thủ đô mới.
Tại công đồng Constantinople I (381 CN) đã đưa ra một đề nghị mạnh mẽ về quyền lãnh đạo của Roma. Tuy nhiên, cần lưu ý rằng, chính vì những tranh cãi về vấn đề này, nên đã không có vị Giáo hoàng nào tham dự công đồng chung này, nó đã được tổ chức ở thủ đô phía đông của đế quốc Roma thay vì ở Rome. Cuộc tranh cãi đã được giải quyết vào năm 440 bởi Giáo hoàng Leo cả, người đã khẳng định một cách rõ ràng về uy quyền của Giáo hoàng như một tín điều, nó được đưa ra trong một bức thư và trong công đồng, chân lý của ông đã được áp dụng: "quyền nằm giữ của giáo hoàng là quyền mà Đức Giêsu đã dành cho tông đồ Phêrô". Đó là tại công đồng chung Calcedon năm 451 và Leo (qua miệng sứ thần của ông) đã nói tiếng nói của Phêrô". Tuy nhiên, cũng tại công đồng này, Giám mục của Constantinople đã cho rằng quyền lãnh đạo của ông ngang bằng Giám mục của Roma, bởi vì "Constantinople là Roma mới".

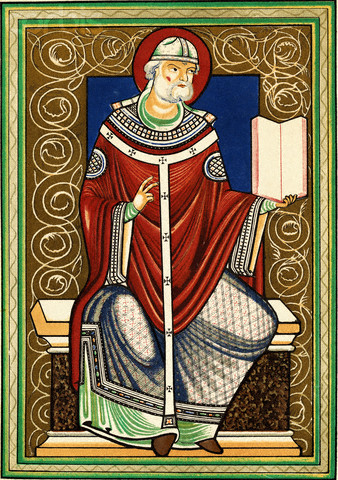
Giáo hoàng Gregory cả (khoảng 540-604) là một nhà quản lý đầy trí tuệ và cải cách nghiêm khắc

Danh hiệu Giáo hoàng đã được dùng từ đầu thế kỷ III với một cách tôn kính cho tất cả các Giám mục phương tây. Ở phương Đông, nó chỉ được dùng cho Giám mục của Alexandria. Từ thế kỷ VI, Constantinople đã dành riêng từ đó cho Giám mục của Roma. Ngay từ đầu thế kỷ VI, từ Giáo hoàng bắt đầu được giới hạn ở phương Tây và chỉ dùng cho Giám mục Roma, một khẳng định chắc chắn vào thế kỷ XI.
Sau khi đế quốc Roma sụp đổ, Giáo Hội được biết đến như là nơi khởi nguồn của trí tuệ, quyền lực và sự liên tục. Giáo hoàng Gregory cả (khoảng 540-604) là một nhà quản lý đầy trí tuệ và cải cách nghiêm khắc. Xuất thân từ một gia đình thượng viện cũ, Gregory đã làm việc với một sự khôn ngoan, phân xử công minh và là một điển hình về nguyên tắc của Roma cổ. Về thần học, ông đại diện cho sự chuyển đổi từ thời cổ đại sang thời trung cổ, Những tác phẩm của ông được nhiều người ưa chuộc và để lại ấn tượng mạnh mẽ về những thánh tích thiêng liêng, ma quỷ, thiên thần và việc tới gần ngày tận cùng của thế giới.
Những người kế nhiệm Giáo hoàng Gregory đã chiếm ưu thế hơn so với các Giám mục và hoàng đế Đông phương. Quyền lực của hoàng đế bị suy yếu trước sự bành trướng của Hồi giáo và sự bất lực của hoàng đế trong việc bảo vệ các vùng đất của Giáo hoàng đã khiến cho Giáo hoàng Stephen II thay đổi chính sách với hoàng đế. Cần phải tìm kiếm lực lượng bảo vệ để chống lại các cuộc xâm lấn của người Lombards trong khi không nhận được sự giúp đỡ của hoàng đế Constantine V, Giáo hoàng đã yêu cầu sự giúp đỡ của hoàng đế Franks để bảo vệ phần đất của mình. Pepin đã đánh bại người Lombards và tặng đất Italia cho Giáo hoàng. Khi Giáo hoàng Leo III đặt vương miện cho hoàng đế Charlemagne vào năm 800, ông đã đặt ra một tiền lệ rằng: không một người đàn ông nào trở thành hoàng đế nếu không có sự sức dầu tấn phong bởi Giáo hoàng.
Vào khoảng năm 850, một người làm giả giấy tờ, có thể là từ một trong những người chống đối lại Hincmar, tổng Giám mục của Reims, đã tạo ra một sưu tập những giáo lệnh của nhà thờ giống như là những tài liệu chính cống. Lúc đầu, một số người đã cho đó là giả mạo, nhưng nó đã được dùng như những tài liệu chân thực trong suốt thời gian còn lại của thời Trung cổ. Hiện nay nó được gọi là Các giáo lệnh giả (False Decretals). Nó là một phần của một tập hợp được làm giả về những giáo lệnh cổ xưa bởi một nhóm người thuộc đế chế Carolingian, mục đích chính của nó là nhằm đem lại sự tự do cho nhà thờ, các Giám mục thoát khỏi sự can thiệp của chính quyền và các tổng Giám mục riêng biệt, và những người có liên quan đã được đảm bảo quyền đó bởi quyền uy của Giáo hoàng.
Tác giả của nó, một tu sĩ người Pháp xưng là Isidore Mercator, đã tạo ra tập tài liệu giả mạo này và tự cho là những văn kiện bởi các Giáo hoàng từ rất xa xưa, nó xác định rằng quyền lãnh đạo tối cao của các Giáo hoàng đã có truyền thống từ rất xa xưa. Tập sắc lệnh còn bao gồm cả Của tặng của Constantine (Donation of Constantine), trong đó, Constantine đã dâng tặng cho Giáo hoàng Sylvester I uy quyền muôn thuở trên tất cả vùng đất phía Tây châu Âu. Nhờ vậy, sắc lệnh trong tập sưu tập này đã trở thành một bằng chứng thuyết phục nhất trong lịch sử phương Tây. Nó là vật đã giúp khẳng định quyền lực của Giáo hoàng trong nhiều thế kỷ.
Giáo hoàng Nicholas I (858-867) đã khẳng định rằng Giáo hoàng có quyền tối cao trên tất cả các Kitô hữu, ngay cả hoàng gia, trong những vấn đề thuộc về đức tin và luân lý. Chỉ duy nhất có Photius, Giám mục của Constantinople đã kiên quyết chống lại ông. Ông này đã bảo vệ mạnh mẽ đạo đức và sự công bằng trong thời kỳ suy đồi. Sau khi ông ta chết đi, quyền lực của Giáo hoàng được mở rộng hơn bao giờ hết.
Thời kỳ sa sút của các Giáo hoàng kéo dài từ năm 867-1049. Các Giáo hoàng trở thành những công cụ của các phe phái chính trị. Nhiều Giáo hoàng bị giam cầm với những cách thức khác nhau, được đưa lên, bị giết và bị truất phế bởi các thế lực. Gia đình của một vài Giáo hoàng có chức vị đã tạo nên và lật đổ các Giáo hoàng trong suốt 50 năm. Một số gia đình có thế lực nhất, Giáo hoàng John XII đã tổ chức những buổi tiệc trác táng ngay trong điện Lateran.
Hoàng đế Otto I của Đức đã đưa John xét xử trong một phiên tòa các giáo sĩ, ông ta bị truất phế và một người trần tục được đưa lên làm Giáo hoàng, tức Leo VIII. John đã chống lại người đại diện của hoàng đế ở Roma và tự phục chức cho ông ta là Giáo hoàng. Cuộc xung đột giữa hoàng đế và Giáo hoàng vẫn tiếp tục, và nó chỉ kết thúc khi một thỏa ước giữa hoàng đế về việc bán chức Giám mục với Giáo hoàng được thiết lập.
Vào năm 1049, Leo IX đã trở thành Giáo hoàng. Cuối cùng thì một Giáo hoàng với những đức tính cần thiết để giải quyết những vấn đề thuộc quyền lực Giáo hoàng. Ông đã tới thăm các thành phố lớn của châu Âu để trực tiếp giải quyết những vấn đề đạo đức của nhà thờ. Đặc biệt là việc buôn bán chức vụ và vị trí trong nhà thờ (bán chức vụ thánh) và tình trạng hôn nhân của hàng giáo sĩ. Với hành trình dài của mình, ông đã khôi phục lại uy tín của Giáo hoàng đối với phương Bắc.

## Từ cuộc ly giáo Đông Tây cho tới thời canh tân (1054-1517)
Giáo hội phương Đông và giáo hội phương Tây đã chính thức tách ra vào năm 1054. Sự chia rẽ này có nguyên nhân bởi các vấn đề chính trị hơn là những tranh luận về những tín điều. Các Giáo hoàng đã mất lòng với các hoàng đế khi liên minh với vua của người Franks, một đối thủ cạnh tranh của hoàng đế Roma, chiếm đoạt thủ phủ Ravenna và cố gắng xâm nhập vào miền Tây Italy.
Vào thời trung cổ (Middle Ages), các Giáo hoàng đã có sự tranh chấp với hoàng đế về quyền lực. Giáo hoàng Gregory VII (1073-1085), đã chính thức giới hạn việc sử dụng của từ "papa," để chỉ dành riêng cho vị Giám mục của Rôma mà thôi. Từ năm 1309 tới 1377, Giáo hoàng không cư trú ở Roma nhưng là ở Avignon. Các Giáo hoàng ở Avignon có những tính xấu xa như sự tham lam và sa đọa. Trong suốt thời kỳ này, Giáo hoàng là một đồng minh tích cực của nước Pháp, xa lánh những kẻ thù của Pháp, như Anh.
Giáo hoàng nhận thức được rằng để tạo nên một cái "kho" xứng đáng được xây dành cho các thánh và Chúa Ky-tô, nên các ngài đã cho phép xá tội, giảm bớt thời gian đền tội trong luyện ngục. Điều này đã chỉ ra rằng một đồng tiền hoặc vật dâng cúng, sự thú tội, và cuối cùng là cầu nguyện đã khiến cho mọi người hiểu rằng sự xá tội phụ thuộc vào số tiền được dâng cúng. Giáo hoàng đã bị chỉ trích vì sai lầm và lạm dụng nhưng nó cũng đã thu lại một khoản lợi tức lớn dựa trên quyền miễn tội.
Các Giáo hoàng cũng đã đấu tranh với các hồng y, những người đôi khi cố gắng để khẳng định quyền của công đồng trên quyền của Giáo hoàng. Học thuyết do hội đồng Giám mục tuyên bố rằng thẩm quyền của giáo hội thuộc quyền của công đồng chung, chứ không thuộc Giáo hoàng. Nền tảng cho học thuyết này đã có từ đầu thế kỷ XIII và lên đến cực điểm trong thế kỷ XV. Sự thất bại của học thuyết do hội đồng Giám mục đưa ra đã đưa tới chiến thắng sau thế kỷ XV như là một nhân tố của phong trào Kháng cách.
Có nhiều Giáo hoàng giả khác nhau đã chống lại quyền lực của Giáo hoàng, đặc biệt là trong thời kỳ ly giáo phương Tây (1378-1417). Trong thời kỳ này, các Giáo hoàng đã rời Avigon và quay trở lại Roma, nhưng một Giáo hoàng giả đã tự tấn phong ở Avigon, như là sự kéo dài Giáo hoàng ở đây.
Giáo hội Đông phương đã tiếp tục không đồng ý với hoàng đế Đông Roma (Byzantine) về một sự nhún nhường (?) để đạt tới sự bình đẳng với Roma. Hai lần hoàng đế Đông phương đã cố gắng để hợp nhất giáo hội Đông phương với giáo hội Tây phương. Giáo hoàng đòi hỏi rằng thẩm quyền không bị dính chặt trong sự hợp nhất trong bất kỳ sự kiện nào. Vào thế kỷ XV Ottoman Turks đã chiếm Constantinople.

## Từ thời kỳ canh tân cho đến nay (1517-nay)

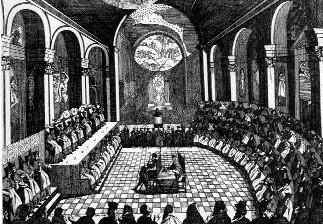
Một phiên họp khoáng đạt của công đồng Trent.

Phong trào kháng cách nổ ra đã lên án Giáo hoàng như là những kẻ tham nhũng và mô tả Giáo hoàng như là những người chống lại Chúa Giêsu. Chính điều này đã thúc đẩy một sự thay đổi trong nội bộ Giáo Hội. Các Giáo hoàng đã bắt đầu một cuộc canh tân Giáo Hội (1560-1648) nhằm kêu gọi những người Kháng cách và bắt đầu một cuộc cải tổ trong lòng Giáo hội.
Giáo hoàng Paul III (1534-1549) đã khai mạc công đồng Trent (1545-1563), công đồng này đã khẳng định thẩm quyền của Giáo hoàng trong các tín điều, người đã cố gắng hòa giải với những người Kháng cách và chống lại các Giám mục Pháp và Tây Ban Nha phản đối yêu sách của Giáo hoàng.
Dần dần, các Giáo Hoàng đã mất dần quyền thế tục và chỉ tập trung vào những vấn đề thuộc tinh thần.. Những đòi hỏi về quyền của Giáo hoàng trong lĩnh vực tinh thần đã từng được làm sáng tỏ ngay từ thế kỷ thứ nhất. Năm 1870, tại công đồng Vatican I đã công bố tín điều về quyền bất khả ngộ của Giáo hoàng trong một số trường hợp khi Giáo hoàng công bố từ ngai của ông (hay "từ ghế của Phê-rô) về một định nghĩa chân xác của đức tin hay luân lý. Quyền tối thượng của thánh Phê-rô và tính vĩnh viễn của quyền tối thượng này của Tòa Giám mục Rô-ma được xác định bằng tín lý trong các khoản luật gắn liền với hai chương đầu của Hiến chế "Pastor Aeternus" (Mục tử muôn đời).
Trong việc long trọng định rõ lại vai trò đứng đầu của Phêrô, Công Đồng Vatican I đã trích dẫn ra ba đoạn văn cổ điển từ Sách Tân Ước, để đính kèm, gồm: Tin Mừng theo Thánh Gioan, chương 1, câu 42: "Ông đưa Simôn đến với Đức Giêsu. Đức Giêsu nhìn Simôn mà nói: "Ngươi là Simôn, con của Gioan, ngươi sẽ được gọi là Kêpha - nghĩa là: Đá." Và chương 21, câu 15: "Khi họ đã lót lòng rồi, Đức Giêsu nói với Simôn Phêrô: "Simôn, con của Gioan, ngươi có mến Ta hơn các kẻ này không?" Simôn thưa với Ngài: "Vâng, lạy Chúa, Ngài biết con yêu mến Ngài!" Đức Giêsu nói với ông: "Hãy chăn giữ chiên của Ta!". Và trên tất cả vẫn là Tin Mừng theo Thánh Máthêu, chương 16, câu 18: "Và Ta, Ta bảo ngươi: "Ngươi là Đá và trên Đá ấy, Ta sẽ xây Hội Thánh của Ta, và quyền lực âm phủ sẽ không thắng nổi."
Sau đó vào năm 1870, Victor Emmanuel II đã chiếm Roma từ quyền của Giáo hoàng và thực chất là sự thống nhất trọn vẹn quốc gia Italy. Giáo hoàng đã cho rằng vùng đất của mình bị chiếm mất và ủng hộ cho Giáo hoàng độc lập.
Vào năm 1929, các hiệp ước Lateran giữa Ý và Giáo hoàng Pius XI đã thiết lập nên quốc gia Vatican và đảm bảo quyền độc lập vĩnh viễn cho các Giáo hoàng. Vào năm 1950, Giáo hoàng đã tuyên bố việc Đức Maria đồng trinh như một tín điều phải tin, đây là lần duy nhất mà một Giáo hoàng đã tuyên bố từ ngai của ông để xác định rõ ràng một cách chân xác về việc không thể sai lầm của Giáo hoàng.
Công Đồng Vatican II do Giáo hoàng Gioan XXIII triệu tập và được khai mạc vào ngày 11.10.1962 và kết thúc vào năm 1965 dưới triều Giáo hoàng Paul VI. Trong số 16 văn kiện của Công đồng có bốn hiến chế về mạc khải phụng vụ và hai hiến chế về Giáo hội làm nền tảng cho các văn kiện khác. Trong đó hiến chế tín lý về Giáo hội tiếp tục khẳng định thẩm quyền của Giáo hoàng. Công đồng khẳng định rằng Chúa Giêsu Kitô đã trao ban vị trí đứng đầu Giáo hội chỉ cho Phêrô mà thôi.
Học thuyết về quyền của thánh Phê-rô vẫn là một vấn đề được tranh luật và tiếp tục gây chia rẽ Giáo hội Đông – Tây cũng như những người Kháng cách với Rome.